# پیامکی برای شما
پیامکی برای شما (آلمانی: SMS für Dich) یک فیلم درام و عاشقانه محصول سال ۲۰۱۶ سینمای آلمان به کارگردانی و نویسندگی کارولینه هرفورت است که بر اساس رمانی به همین نام اثر سوفی کرامر در سال ۲۰۰۹ ساخته شده‌است. هرفورث، فردریش موکه، نورا چیرنر، فردریک لائو و کاتیا ریمان از بازیگران اصلی این فیلم هستند. فیلم بیانگر زندگی زن جوانی است، که دوست پسرش مرده و او در تلاش است که خود را به زندگی بیابد.
یک بازسازی آمریکایی با عنوان دوباره عشق، توسط جیمز سی استروز نوشته و کارگردانی شده‌است با بازی پریانکا چوپرا و سم هیوین که قرار است در ۱۲ مه ۲۰۲۳ منتشر شود.